# Dissolution (droit des affaires)
En droit des affaires, la dissolution est la décision consistant à mettre fin à l'existence d'une société commerciale. Il peut s'agir de la fin d'une société par actions ou de la fin d'une société de personnes. La dissolution peut aussi être une sanction du tribunal en cas de manquements importants relativement à la société.

## Droit canadien

### Loi canadienne sur les sociétés par actions
Dans la Loi canadienne sur les sociétés par actions, les articles 207 et suivants prévoient la dissolution de la société.

### Loi sur les sociétés par actions du Québec
D'après l'article 304 de la Loi sur les sociétés par actions : 

« 304. Une société peut être dissoute du consentement de ses actionnaires, du seul consentement de ses administrateurs ou par une déclaration de dissolution faite par l’actionnaire unique de la société. 
Elle peut aussi être dissoute par décision du tribunal conformément aux dispositions de la sous-section 8 de la section II du chapitre XVII. »

### Code civil du Québec
Le Code civil du Québec contient une section sur la dissolution des personnes morales aux art. 355 C.c.Q. et suivants.
Il y a une section distincte dans le Code civil concernant la dissolution de la société en nom collectif (art. 2230 ss. C.c.Q.). Cette section s'applique de manière supplétive à la société en commandite. Les articles 2258 ss. C.c.Q. concernent la fin du contrat de société en participation.

## Droit français
Selon l'article 1844-7 du code Civil, une société prend fin :
Par l'expiration du temps pour lequel elle a été constituée, sauf prorogation effectuée conformément à l'article 1844-6 ;
Par la réalisation ou l'extinction de son objet ;
Par l'annulation du contrat de société ;
Par la dissolution anticipée décidée par les associés ;
Par la dissolution anticipée prononcée par le tribunal à la demande d'un associé pour justes motifs, notamment en cas d'inexécution de ses obligations par un associé, ou de mésentente entre associés paralysant le fonctionnement de la société ;
Par la dissolution anticipée prononcée par le tribunal dans le cas prévu à l'article 1844-5 ;
(Loi du 5 janvier 1988) « Par l'effet d'un jugement ordonnant la liquidation judiciaire ou la cession totale des actifs de la société » ;
(Loi du 25 janvier 1985) « Pour toute autre cause prévue par les statuts ».
Les principaux effets résident dans le fait qu'il faut liquider l'actif existant et régler les créanciers de la société. Celle-ci va subsister pendant la période de liquidation mais elle subit quelques limitations.